# Afromevesia fimbriator
Afromevesia fimbriator là một loài tò vò trong họ Ichneumonidae.